# 平山愛子
平山 愛子（ひらやま あいこ・1982年12月3日 - ）は、東京都出身のレースクイーン、タレントである。元フェイスネットワーク所属。
趣味は読書、ゴルフ、スノーボード。特技はダンス。

## 来歴
- 2001年、プラチナムプロダクションに所属。
- 2002年、フォーミュラ・ニッポン「Olympic KONDOレースクイーン」
- 2003年2月、10代目ミニスカポリスに選ばれる。
- 2003年、スーパー耐久「ゼナドリンガール」
- 2004年9月、プラチナムプロダクションを退所。
- 2005年1月、「平山愛」に改名。
- 2005年12月、現事務所フェイスネットワークへの移籍を機に、名前を平山愛から「平山愛子」へ戻す。
- 2008年、SUPER GT「宝山's cosmosサーキットレディ」を務める。

## 出演

### テレビ番組
- 新・出動!ミニスカポリス（テレビ東京系）
- アイドルグラフィックTV（BSフジ）
- キング晋吾ゴルフアカデミー（BSフジ）
- ABCヴィーナスバトル2006（朝日放送）
- 井上透の真実のゴルフ（ザ・ゴルフ・チャンネル）
- 極嬢ヂカラ（2010年6月1日、テレビ東京）

### CM
- アサヒフード&ヘルスケア「MINTIA」
- サッポロビール「生搾り」

### 舞台
- LOVE GUN～美しき戦士達～（2003年9月、品川六行会ホール） - 牧村まき役

## リリース作品

### DVD
- Candy Girl（2004年1月28日発売、フォーサイド・ドットコム）
- ピンクのキャンディ（2005年3月10日発売、BNS） - 平山愛名義